# List do Rzymian (Barth)
List do Rzymian (niem. Der Römerbrief) – komentarz szwajcarskiego teologa reformowanego Karla Bartha do Listu do Rzymian. Pierwsza wersja ukazała się pod koniec 1918 r. (datowana na 1919 r.), druga pod koniec 1921 r. (datowana na 1922 r.). Książka została odebrana jako wyznaczenie nowej drogi teologii, która uformowała się w przeciwieństwie do ówczesnej protestanckiej teologii akademickiej. Komentarz nazywany manifestem teologii dialektycznej dostrzegał niewystarczalność dotychczasowej liberalnej, historycznej teologii i egzegezy. Wystąpienie Bartha zapoczątkowało w teologii nowy okres zwany teologią kryzysu, teologią Słowa Bożego czy neoortodoksją.

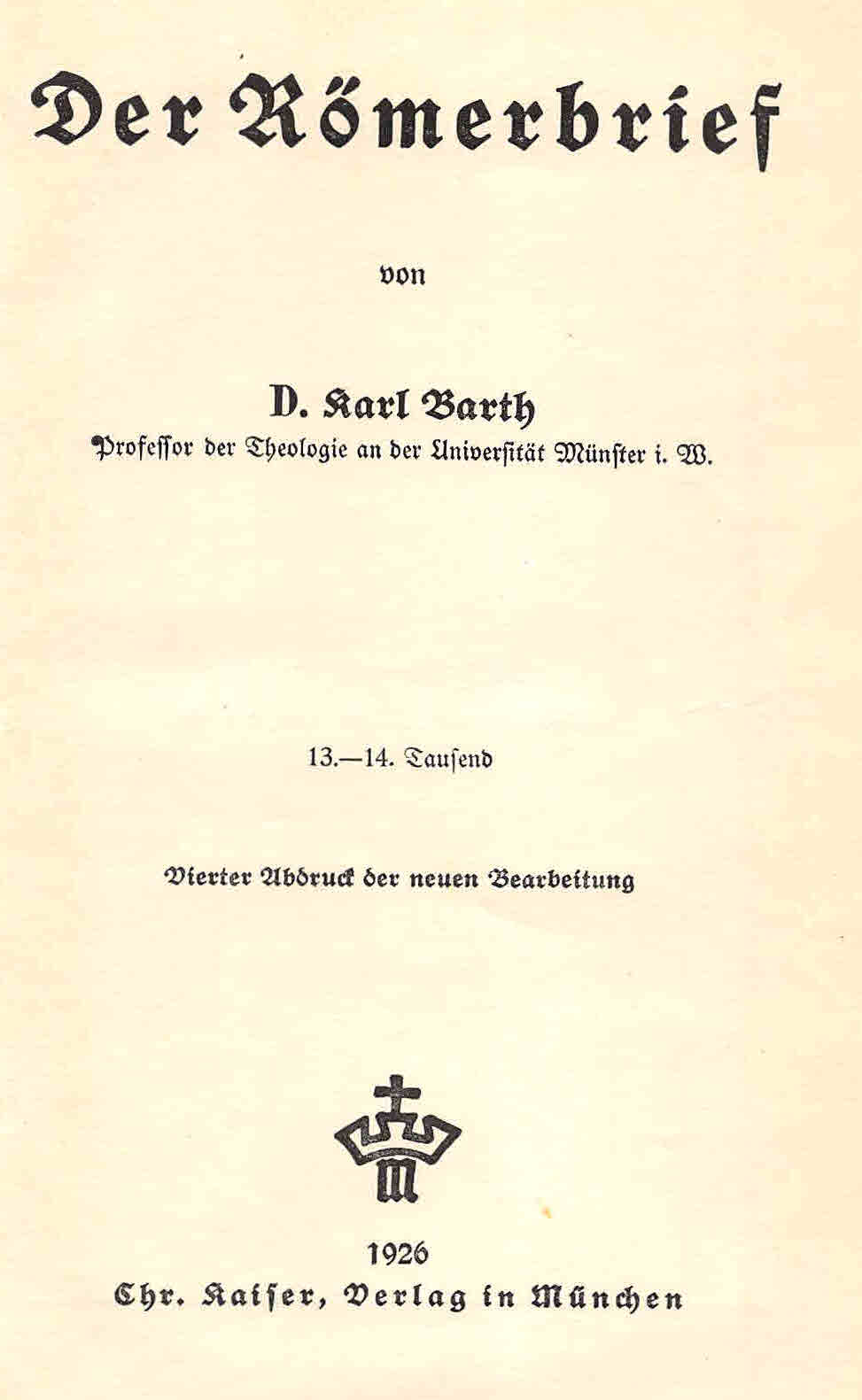
Strona tytułowa 4. wydania "Listu do Rzymian" Karla Bartha z 1926 r.

## Recepcja
Karl Adam, teolog katolicki, napisał, że już pierwsze wydanie Listu do Rzymian Bartha "uderzyło jak bomba w plac zabaw teologów, w skutkach nieco porównywalnie do skierowanej przeciw modernistom encykliki Pascendi papieża Piusa X z 7 września 1907 r."
Książka została odebrana jako kontrowersyjna i podzieliła niemieckojęzycznych teologów. Karl Müller, wykładowca teologii ewangelickiej w Erlangen był zachwycony nowym komentarzem do tego stopnia, że zabiegał o stanowisko profesora dla autora na Uniwersytecie w Getyndze. Jednocześnie zauważył jak potężne wrażenie wywarła książka na pokolenie młodych teologów, którzy pod wpływem ducha nowoczesności szukają czegoś głębszego niż dotychczasowa teologia akademicka. Z kolei Adolf von Harnack, wieloletni wykładowca teologii i egzegezy ewangelickiej w Berlinie, zajął stanowisko krytyczne wobec nowej teologii. Jego zdaniem poglądy Bartha były "swawolne, sprzeczne, przestarzałe i niedojrzałe". W późniejszych latach jako emerytowany profesor prowadził dyskusję z nowym ruchem Bartha.
Do ruchu Bartha dołączyli teolodzy m.in. Rudolf Bultmann, Paul Tillich, Emil Brunner, Friedrich Gogarten i Eduard Thurneysen, którzy prowadzili ożywione dyskusje teologiczne w duchu nowej teologii i nierzadko dochodzili do różnych wniosków.
W 2023 roku za sprawą Wydawnictwa Jedutun ukazało się pierwsze polskie tłumaczenie drugiej wersji Listu do Rzymian Bartha. Przekładu w oparciu o wydanie krytyczne dokonał Ryszard Borski. Spotkanie prezentujące pierwsze tłumaczenie odbyło się w dniu 19 stycznia 2025 r. w Parafii Ewangelicko-Reformowanej w Warszawie.